# 김사 염색

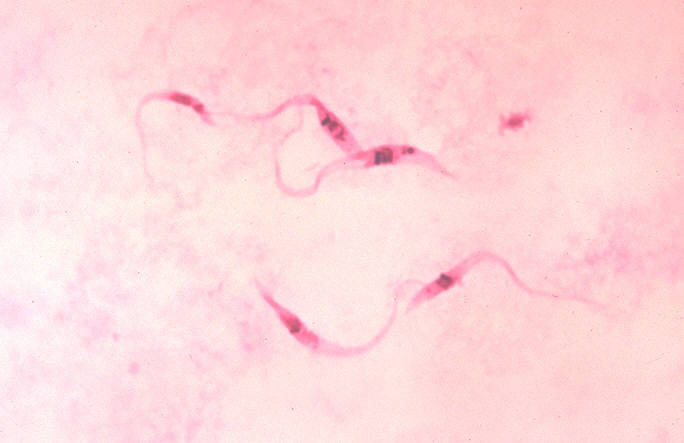
김사 염색된 크루스파동편모충(샤가스병의 원인 병원체)

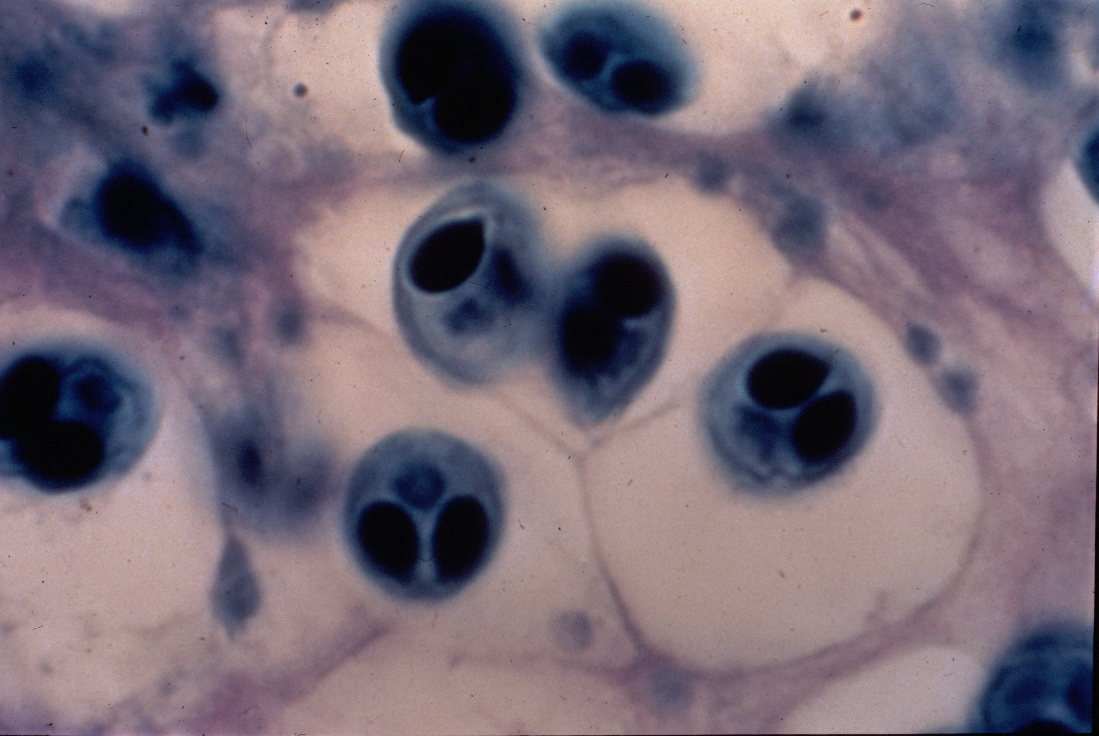
김사 염색된 선회병 병변의 단면

김사 염색(Giemsa stain, /ˈɡiːmzə/)은 독일의 화학자이자 세균학자인 구스타프 김사의 이름을 따서 명명되었으며 세포유전학과 말라리아나 기타 기생충의 조직병리학적 진단에 사용되는 핵산 염색법이다.

## 용도
DNA의 인산기에 특이적이며 다량의 아데닌-티민 결합이 있는 DNA 영역에 붙는다. 김사 염색은 일반적으로 G 밴딩(김사 밴딩)에 사용되어 염색체를 염색하고 종종 핵형도(염색체 지도)를 만드는 데 사용된다. 전좌나 재배열과 같은 염색체 이상을 식별할 수 있다. 
또한 김사 염색은 라이트 염색과 결합하여 라이트-김사 염색을 형성하는 것처럼 감별염색을 위해 사용된다. 이 염색은 인간 세포에 병원성 세균이 부착되는 것을 연구하는 데 사용할 수 있다. 인간 세포와 세균 세포를 각각 보라색과 분홍색으로 구별하여 염색한다. 말라리아의 원인 병원체인 플라스모디움, 기타 스피로헤타나 원생동물 혈액 기생충의 조직병리학적 진단에 사용할 수 있다.
김사 염색은 말초 혈액 도말이나 골수 표본에 대한 고전적인 혈액 도말 염색법이다. 적혈구는 분홍색으로, 혈소판은 옅은 분홍색으로, 림프구의 세포질은 하늘색으로, 단핵구의 세포질은 옅은 파란색으로, 백혈구 핵 염색질은 마젠타색으로 염색된다. 또한 페스트균의 모양을 잘 보이게 하는 데 사용된다.

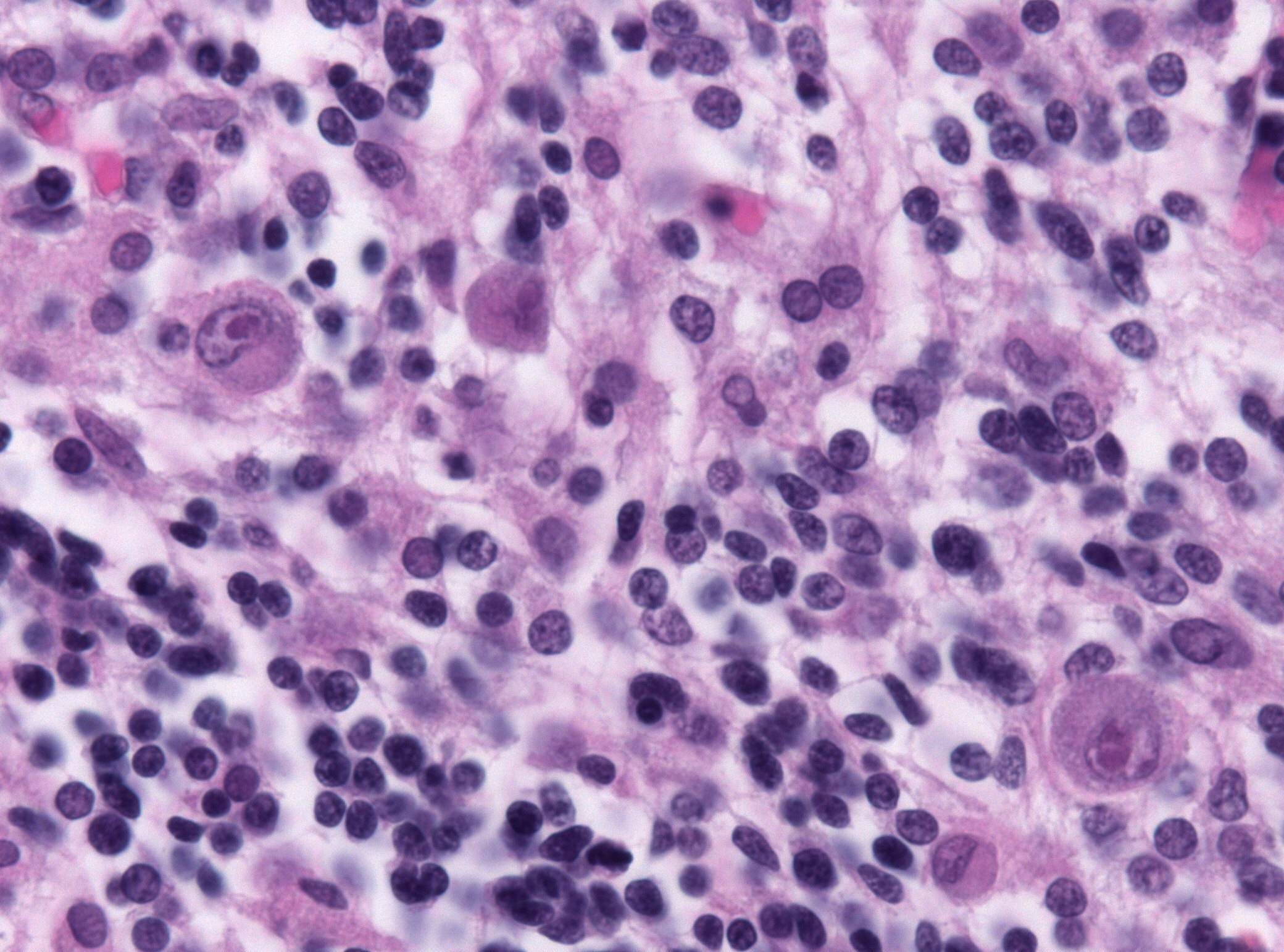
거대세포바이러스 감염과 관련되어 올빼미 눈 징후를 보이는 바이러스 봉입체.

염색체를 보이게 하는 데에도 사용된다. 이것은 특히 '올빼미 눈' 바이러스 봉입체라는 거대세포바이러스 감염의 검출에 사용되는 고전적인 징후와 관련이 있다.
김사 염색은 진균인 히스토플라스마나 세균인 클라미디아를 염색하고 비만 세포를 식별하는 데 사용할 수 있다.

## 과정
김사 염색의 용액은 메틸렌 블루, 에오신, Azure B의 혼합물이다. 염색은 일반적으로 시판되는 김사 분말로 준비된다.
현미경 슬라이드에 있는 표본의 박막을 순수한 메탄올에 30초 동안 담그거나 슬라이드에 메탄올 몇 방울을 떨어뜨려 고정시킨다. 슬라이드를 새로 준비된 5% 김사 염색 용액에 20-30분 동안 담근 다음(긴급 상황에서는 10% 용액에 5-10분 사용 가능), 수돗물로 씻어내고 건조시킨다.

## 같이 보기
- 염색 (생물학)
- 조직학
- 광학 현미경

## 참고 문헌
1. ↑  Giemsa G (1904 Eine Vereinfachung und Vervollkommnung meiner Methylenblau-Eosin-Färbemethode zur Erzielung der Romanowsky-Nocht’schen Chromatinfärbung. Centralblatt für Bakteriologie I Abteilung 32, 307–313.
2. ↑  “Cytometry in malaria: moving beyond Giemsa”. 《Cytometry Part A》 71 (9): 643–5. September 2007. doi:10.1002/cyto.a.20453. PMID 17712779.
3. ↑  Woods, G. L.; Walker, D. H. (July 1996). “Detection of infection or infectious agents by use of cytologic and histologic stains”. 《Clinical Microbiology Reviews》 9 (3): 382–404. doi:10.1128/cmr.9.3.382. ISSN 0893-8512. PMC 172900. PMID 8809467.
4. ↑  “Mast cells and atopic dermatitis. Stereological quantification of mast cells in atopic dermatitis and normal human skin”. 《Arch. Dermatol. Res.》 289 (5): 256–60. April 1997. doi:10.1007/s004030050189. PMID 9164634. 2013년 2월 12일에 원본 문서에서 보존된 문서.
5. ↑  “4.2.2.2. Giemsa stain”. 《impact-malaria.com》. 2013년 10월 29일에 원본 문서에서 보존된 문서. 2013년 10월 28일에 확인함.